# Yurie Miura
Yurie Miura (japonès: 三浦友理枝)  (Ōta, 20 de juny de 1981) és una pianista de música clàssica japonesa.

## Història
Nascut a Ota-ku, Tòquio. Yamaha Music Foundation, afiliació a l'oficina de Nagano. A més d'activitats en solitari i co-protagonista amb orquestres, també actua com a trio de Tamaki Kawakubo, Mari Endo i Yurie Miura. Amb el gran suport de Yamaha, sovint realitzen proves i presentacions dels productes d'instruments de teclat de la companyia. Especialitzada principalment en obres de Chopin, Ravel i Prokofiev. En particular, La Valse, organitzada pel mateix compositor Ravel per a la interpretació de piano, és el número 18 i sovint es realitza en recitals. Com a intèrpret amb un aspecte excel·lent, també va aparèixer a la pel·lícula de tema musical "Prodigy".

## Formació acadèmica
- Va ingressar a Yamaha Music School el 1984 (3 anys)[3]
- Inscrit a la Master Class de YAMAHA des de 1993.
- El 2000, després de graduar-se de la Ferris Girls 'High School, es va traslladar a Anglaterra.
- El 2001, va ingressar a la Reial Acadèmia de Música.
- El juliol del 2005 es va graduar a la Royal Academy of Music a la màxima categoria.
- El setembre de 2007 es va graduar a la Royal Academy of Music amb un màster.
- També va estudiar al Conservatori de Moscou amb la professora Vera Gornostàieva.

## Premi
- 1er premi al 3r Concurs Internacional de Chopin de Göttingen (1995)
- 1er premi al 3r Concurs Internacional de Chopin Marienbert (1999): el premi més jove
- 47è Concurs Internacional de Música de Maria Canals de Barcelona Divisió de piano 1er lloc (2001): medalla d'or, premi finalista més jove, premi medalla especial Carlos Sebro.
- El 15è premi especial del concurs internacional de piano de Leeds (2006)
- 26è premi Nippon Steel & Sumitomo Metal Music Award Fresh Artist Award (2016)